# ليونيل باربر
ليونيل باربر (بالإنجليزية: Lionel Barber)‏ هو صحفي بريطاني، ولد في 18 يناير 1955.